# Liste der Monuments historiques in Noyal
Die Liste der Monuments historiques in Noyal führt die Monuments historiques in der französischen Gemeinde Noyal auf.

## Liste der Bauwerke
| Bezeichnung        | Beschreibung                       | Standort | Kennzeichnung | Schutzstatus | Datum | Bild           |
| ------------------ | ---------------------------------- | -------- | ------------- | ------------ | ----- | -------------- |
| Château des Portes | Schloss, erbaut im 19. Jahrhundert | (Lage)   | PA22000036    | Inscrit      | 2012  | weitere Bilder |

## Liste der Objekte
- Monuments historiques (Objekte) in Noyal in der Base Palissy des französischen Kultusministeriums